# El Burrión
El Burrión är en ort i Mexiko.   Den ligger i kommunen Guasave och delstaten Sinaloa, i den västra delen av landet, 1 200 km nordväst om huvudstaden Mexico City. El Burrión ligger 17 meter över havet och antalet invånare är 4 169.
Terrängen runt El Burrión är mycket platt. Runt El Burrión är det ganska tätbefolkat, med 100 invånare per kvadratkilometer. Närmaste större samhälle är Guasave, 6,3 km nordväst om El Burrión. Trakten runt El Burrión består till största delen av jordbruksmark.